# ATC (R)
Jest to część klasyfikacji anatomiczno-terapeutyczno-chemicznej:
- A – Przewód pokarmowy i metabolizm
- B – Krew i układ krwiotwórczy
- C – Układ sercowo-naczyniowy
- D – Dermatologia
- G – Układ moczowo-płciowy i hormony płciowe
- H – Leki hormonalne do stosowania wewnętrznego (bez hormonów płciowych)
- J – Leki stosowane w zakażeniach (przeciwinfekcyjne)
- L – Leki przeciwnowotworowe i immunomodulujące
- M – Układ mięśniowo-szkieletowy
- N – Ośrodkowy układ nerwowy
- P – Leki przeciwpasożytnicze, owadobójcze i repelenty
- R – Układ oddechowy
- S – Narządy wzroku i słuchu
- V – Różne (varia)

Obejmuje ona leki związane z układem oddechowym:
- R – Układ oddechowy
  - R 01 – Leki stosowane w chorobach nosa
  - R 02 – Leki stosowane w chorobach gardła
  - R 03 – Leki stosowane w chorobach obturacyjnych dróg oddechowych
  - R 05 – Leki stosowane w kaszlu i przeziębieniu
  - R 06 – Leki przeciwhistaminowe do stosowania wewnętrznego
  - R 07 – Inne leki stosowane w chorobach układu oddechowego

## R 01 –Leki stosowane w chorobach nosa
- R 01 A – Leki udrożniające nos i inne preparaty do stosowania miejscowego
  - R 01 AA – Sympatykomimetyki
  - R 01 AB – Połączenia sympatykomimetyków (bez kortykosteroidów)
  - R 01 AC – Preparaty przeciwalergiczne (bez kortykosteroidów)
  - R 01 AD – Kortykosteroidy
  - R 01 AX – Inne
- R 01 B – Leki udrożniające nos do stosowania wewnętrznego
  - R 01 BA – Sympatykomimetyki

## R 02 –Leki stosowane w chorobach gardła
- R 02 A – Leki stosowane w chorobach gardła
  - R 02 AA – Środki antyseptyczne
  - R 02 AB – Antybiotyki
  - R 02 AD – Środki miejscowo znieczulające
  - R 02 AX – Inne

## R 03 –Leki stosowane w chorobach obturacyjnych dróg oddechowych
- R 03 A – Leki adrenergiczne podawane drogą wziewną
  - R 03 AA – Agonisty receptorów α- i β-adrenergicznych
  - R 03 AB – Nieselektywne agonisty receptorów β-adrenergicznych
  - R 03 AC – Selektywne agonisty receptorów β2-adrenergicznych
  - R 03 AH – Połączenia leków adrenergicznych
  - R 03 AK – Leki adrenergiczne w połączeniu z glikokortykoidami lub innymi lekami z wyjątkiem leków przeciwcholinergicznych
  - R 03 AL – Leki adrenergiczne w połączeniu z lekami przeciwcholinergicznymi
- R 03 B – Inne leki stosowane w chorobach obturacyjnych dróg oddechowych podawane drogą wziewną
  - R 03 BA – Glikokortykosteroidy
  - R 03 BB – Preparaty przeciwcholinergiczne
  - R 03 BC – Preparaty przeciwalergiczne (bez kortykosteroidów)
  - R 03 BX – Inne
- R 03 C – Leki adrenergiczne do stosowania wewnętrznego
  - R 03 CA – Agonisty receptorów α- i β-adrenergicznych
  - R 03 CB – Nieselektywne agonisty receptorów β-adrenergicznych
  - R 03 CC – Selektywne agonisty receptorów β2-adrenergicznych
  - R 03 CK – Leki adrenergiczne w połączeniach z innymi lekami stosowanymi w chorobach obturacyjnych dróg oddechowych
- R 03 D – Inne leki stosowane w chorobach obturacyjnych dróg oddechowych do stosowania wewnętrznego
  - R 03 DA – Ksantyny
  - R 03 DB – Ksantyny w połączeniach z innymi lekami
  - R 03 DC – Antagonisty receptora leukotrienowego
  - R 03 DX – Inne

## R 05 –Leki stosowane w kaszlu i przeziębieniu
- R 05 C – Leki wykrztuśne (bez przeciwkaszlowych)
  - R 05 CA – Leki wykrztuśne
  - R 05 CB – Leki mukolityczne
- R 05 D – Leki przeciwkaszlowe (bez wykrztuśnych)
  - R 05 DA – Alkaloidy opium i ich pochodne
  - R 05 DB – Inne
- R 05 F – Połączenia leków przeciwkaszlowych i leków wykrztuśnych
  - R 05 FA – Alkaloidy opium w połączeniach z lekami wykrztuśnymi
  - R 05 FB – Inne leki przeciwkaszlowe w połączeniach z lekami wykrztuśnymi
- R 05 X – Inne preparaty stosowane w przeziębieniu

## R 06 –Leki przeciwhistaminowe do stosowania wewnętrznego
- R 06 A – Leki przeciwhistaminowe do stosowania wewnętrznego
  - R 06 AA – Etery alkiloaminowe
  - R 06 AB – Pochodne alkiloaminy
  - R 06 AC – Pochodne etylenodiaminy
  - R 06 AD – Pochodne fenotiazyny
  - R 06 AE – Pochodne piperazyny
  - R 06 AK – Połączenia leków przeciwhistaminowych
  - R 06 AX – Inne

## R 07 –Inne leki stosowane w chorobach układu oddechowego
- R 07 A – Inne preparaty stosowane w chorobach układu oddechowego
  - R 07 AA – Surfaktanty płucne
  - R 07 AB – Leki stymulujące układ oddechowy
  - R 07 AX – Inne